# Litchfield Island
Litchfield Island ist eine 800 m lange und bis zu 50 m hohe Insel im westantarktischen Palmer-Archipel. Sie liegt 800 m südlich des Norsel Point vor der Südwestküste der Anvers-Insel.
Der Falkland Islands Dependencies Survey (FIDS) nahm im Jahr 1955 Vermessungen vor. Das UK Antarctic Place-Names Committee benannte sie am 7. Juli 1959 nach Douglas Bernard Litchfield (* 1927), der 1955 als allgemeiner Assistent und Bergsteiger für den FIDS auf der Station am Arthur Harbour tätig und dabei an zahlreichen Vermessungen und Lotungen im Gebiet um diese Insel beteiligt war.